# Casa de Ausa

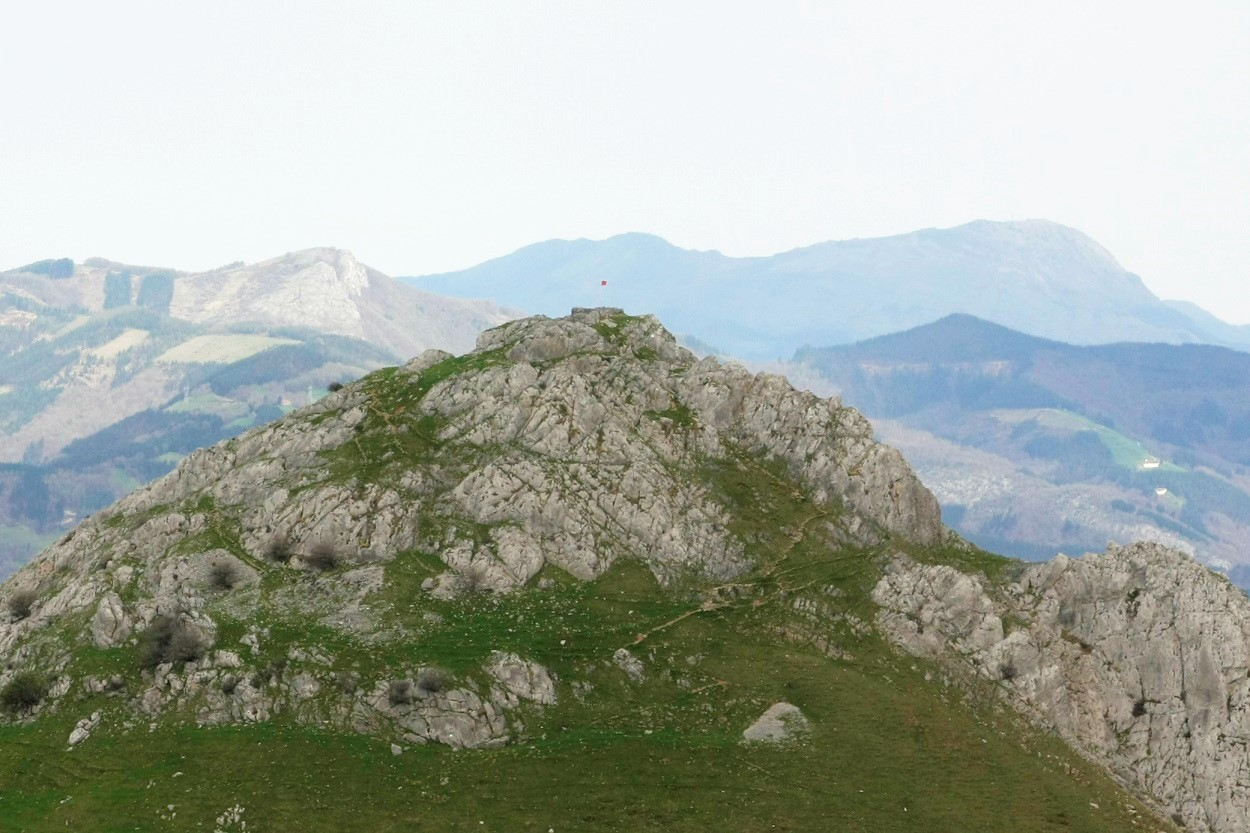
El Castillo de Ausa

La casa de Ausa es un linaje de hijosdalgo notorios navarros. Su casa solar es el castillo Ausa ubicado sobre el monte Ausa Gaztelu en Guipúzcoa, la cual fue construida durante el siglo XI y siguió en uso hasta el siglo XIV. Desde sus orígenes antiguos como señores del Reino de Navarra, pasaron a Castilla y Andalucía. En esta última región fundaron otra casa solar en la villa de Banache, partido judicial de Orcera (Jaén). De esa rama fue fray Juan de Ausa y Rojas, comendador de la Merced. De esa rama también descendió el Duque de Albuquerque y virrey de Navarra, Gabriel III de la Cueva.
En Pamplona radicó otra rama y de ella procedió:
1. Juan de Ausa, natural de Pamplona, que caso con Antonia de Seños, y fueron padres de
2. Mateo de Ausa, pagador de Armadas y Fábricas de Guipúzcoa, natural de Pamplona, que contrajo matrimonio con Micaela de Ayuso, natural de Pedraza de la Sierra, naciendo de esa unión,
3. Franciso Antonio de Ausa y Ayuso, natural de San Sebastián y caballero de la Orden de Santiago, en la que ingresó el 7 de enero de 1687.

Esta casa noble también tiene alguna conexión con el pueblo de Auza en el municipio de Ulzama en Navarra.

Corona de señor.

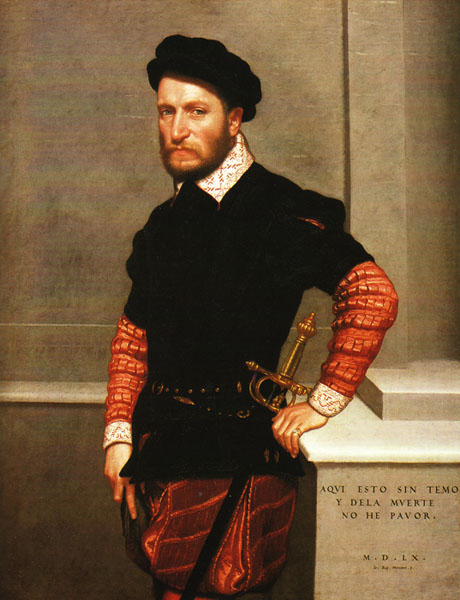
Gabriel III de la Cueva, duque de Albuquerque y virrey de Navarra

## Escudos de Armas
El escudo de armas de los Ausa ha sido utilizado desde los tiempos cuando los señores de la casa de Ausa tenían su propio señorío en el Reino de Navarra. Cuando se integraron en el Reino de Castilla siguiendo la conquista de Navarra, recibieron reconocimiento de su hidalguía y derechos a su antiguo escudo con el ingreso de D. Franscisco de Ausa y Ayuso a la Orden de Santiago en 1687, con el título de caballero. Desde tiempos antiguos, la cimera de su escudo ha sido un León rampante, por lo cual la familia ha sido llamada «los leones de Guipúzcoa». El expediente de una batalla que ocurrió cerca del castillo Ausa en el siglo XII describe los guerreros Ausa como «fieros leones que saltaron de la nieve».
En el área de Ausa Gaztelu también hay otro dicho bien conocido— «sobre la cola del león no se sienta nadie.»